# Perscheloribates albialatus
Perscheloribates albialatus är en kvalsterart som först beskrevs av Hammer 1961.  Perscheloribates albialatus ingår i släktet Perscheloribates och familjen Scheloribatidae. Inga underarter finns listade i Catalogue of Life.